# TT94
TT94 (Theban Tomb 94) è la sigla che identifica una delle Tombe dei Nobili ubicate nell’area della cosiddetta Necropoli Tebana, sulla sponda occidentale del Nilo dinanzi alla città di Luxor, in Egitto. Destinata a sepolture di nobili e funzionari connessi alle case regnanti, specie del Nuovo Regno, l'area venne sfruttata, come necropoli, fin dall'Antico Regno e, successivamente, sino al periodo Saitico (con la XXVI dinastia) e Tolemaico.

## Titolare
TT94 era la tomba di:
| Titolare         | Titolo                                                       | Necropoli           | Dinastia/Periodo                 | Note                                                |
| ---------------- | ------------------------------------------------------------ | ------------------- | -------------------------------- | --------------------------------------------------- |
| Ramose detto Amy | Primo araldo reale, Portatore di flabello alla destra del re | Sheikh Abd el-Qurna | XVIII dinastia (Amenhotep II-?-) | versante est della collina; a ovest e sopra la TT96 |

## Biografia
Unica notizia biografica ricavabile dalla TT94 è il nome della madre, Sent.

## La tomba
La tomba si presenta con la caratteristica forma a "T" rovesciata propria di questo periodo. Un breve corridoio dà accesso ad una sala trasversale il cui soffitto è sorretto da sei pilastri. Solo la parete a destra dell'ingresso presenta alcune scene parietali: il defunto in atto di offertorio ad Amon-Ra; alcuni uomini in atto di offertorio al defunto e alla madre; alcuni uomini che portano gazzelle e pani; sul lato corto adiacente alla parete una stele, non terminata, con scena del defunto in offertorio a Osiride. Su uno dei pilastri, i riti della Cerimonia di apertura della bocca officiati sul defunto da un prete. Sull'architrave che congiunge i due pilastri centrali, doppia scena del defunto che adora Osiride e Anubi.

### Annotazioni
1. ↑  La numerazione dei locali e delle pareti eventualmente esistente segue quella di Porter e Moss 1927.
2. ↑  La prima numerazione delle tombe, dalla numero 1 alla 253, risale al 1913 con l’edizione del "Topographical Catalogue of the Private Tombs of Thebes" di Alan Gardiner e Arthur Weigall. Le tombe erano numerate in ordine di scoperta e non geografico; ugualmente in ordine cronologico di scoperta sono le tombe dalla 253 in poi.
3. ↑  I campi della Duat, ovvero l'aldilà egizio, si trovavano, secondo le credenze, proprio sulla riva occidentale del grande fiume.
4. ↑  Nella sua epoca di utilizzo, l'area era nota come "Quella di fronte al suo Signore" (con riferimento alla riva orientale, dove si trovavano le strutture dei Palazzi di residenza dei re e i templi dei principali dei) o, più semplicemente, "Occidente di Tebe".
5. ↑  le Tombe dei Nobili, benché raggruppate in un'unica area, sono di fatto distribuite su più necropoli distinte.
6. ↑  Le note, sovente di inquadramento topografico della tomba, sono tratte dal "Topographical Catalogue" di Gardiner e Weigall, ed. 1913 e fanno perciò riferimento alla situazione dell'epoca.

### Fonti
1. ↑  Gardiner e Weigall 1913.
2. ↑  Donadoni 1999,  p. 115.
3. 1 2  Porter e Moss 1927,  p. 194.
4. ↑  Gardiner e Weigall 1913, pp. 24-25.
5. ↑  Porter e Moss 1927,  pp. 194-195.